# Тирзія
Тирзія (рум. Târzia) — село у повіті Нямц в Румунії. Входить до складу комуни Брустурі.
Село розташоване на відстані 320 км на північ від Бухареста, 42 км на північ від П'ятра-Нямца, 94 км на захід від Ясс.

## Населення
За даними перепису населення 2002 року у селі проживали 746 осіб, усі — румуни. Усі жителі села рідною мовою назвали румунську.